# Sailor Moon
Sailor Moon, tên đầy đủ là Bishōjo Senshi Sailor Moon (美少女戦士セーラームーン (Mĩ Thiếu Nữ Chiến Sĩ Sailor Moon) Bishōjo Senshi Sērā Mūn), hay còn biết tới với tên gọi Thủy Thủ Mặt Trăng tại Việt Nam, là một series manga Nhật Bản được viết và minh họa bởi Takeuchi Naoko. Manga ban đầu được đăng dài kỳ trên tạp chí shōjo manga Nakayoshi của Kodansha từ năm 1991 đến năm 1997; có tổng cộng 60 chương riêng lẻ (sau này được rút gọn thành 52) cùng với nhiều câu truyện bên lề và được biên soạn thành 18 tập tankōbon.
Đầu năm 2003, Sailor Moon được tái bản tại Nhật với dạng "bản tân trang" (新装版, shinshouban). Phiên bản này có bìa và logo hoàn toàn mới, các khung tranh được tác giả chỉnh sửa lại ở một số chỗ. Phiên bản này gồm 60 chương - tổng hợp thành 12 quyển (riêng 2 quyển cuối tập hợp những câu chuyện ngắn có nội dung khác hoàn toàn với cốt truyện chính).
Cuối năm 2013, Nhân dịp kỉ niệm 20 năm ra mắt, Sailor Moon một lần nữa được tái bản tại Nhật với phiên bản mang tên "kanzenban" (完全版). Phiên bản này được tổng hợp thành 10 quyển - được thay toàn bộ bìa mới cũng như khung tranh được chỉnh sửa trau chuốt hơn; ngoài ra còn kèm theo một số trang tranh in màu và kích thước sách cũng to hơn.
Tại Việt Nam, Sailor Moon được xuất bản lần đầu vào năm 1995 với tên Thủy Thủ Mặt Trăng. Bộ truyện được dịch và vẽ lại lại theo nội dung của anime, do Nhà xuất bản Văn hóa Thông tin phát hành, gồm 70 quyển. Năm 2002, truyện được Nhà xuất bản Kim Đồng phát hành với tên Sailor Moon, do dịch giả Bùi Anh Đào dịch từ bản manga tiếng Nhật.
Vào tháng 8 năm 2016, Sailor Moon được Nhà xuất bản Kim Đồng mua bản quyền chính thức từ tác giả Takeuchi Naoko và Nhà xuất bản Kodansha tại Nhật Bản.

## Nội dung
Truyện xoay quanh hành trình tiêu diệt cái ác, bảo vệ Trái Đất, hệ Mặt Trời, thiên hà, và cả vũ trụ của nhóm chiến binh thủy thủ thái dương hệ.
Bối cảnh chính của truyện là ở thành phố Tokyo, Nhật Bản thời hiện đại với nhân vật chính là Usagi Tsukino - một cô bé hậu đậu, học kém, làm việc gì cũng không nên thân, hay đi học muộn đã thế lại còn thường hay khóc nhè. Sau cuộc gặp gỡ định mệnh với mèo Luna, Usagi trở thành Thủy thủ Mặt Trăng (Sailor Moon) - chiến binh chính nghĩa tiêu diệt Thế Lực Bóng Đêm. Qua các cuộc chiến, cô gặp gỡ và kết bạn với các chiến binh khác là Thủy Thủ Sao Thủy (Sailor Mercury), Thủy Thủ Sao Hỏa (Sailor Mars), Thủy Thủ Sao Mộc (Sailor Jupiter), Thủy Thủ Sao Kim (Sailor Venus) và Tuxedo Mặt Nạ (Tuxedo Mask). Cả nhóm cũng khám phá ra thân thế thật sự của mình sau khi đồng hành chiến đấu cùng nhau.

### Arc 1: Vương quốc Bóng Đêm (Dark Kingdom)
Trong Arc đầu tiên, cả nhóm chống lại Vương quốc bóng tối (Dark Kingdom). Đứng đầu bởi nữ hoàng Beryl cùng một nhóm quân sư hộ vệ là Shinteno – tìm kiếm Pha lê Bạc để giải thoát cho một kẻ bị giam cầm, một thực thể xấu xa gọi là hoàng hậu Metaria. Usagi và đồng đội của mình phát hiện ra rằng kiếp trước họ là những cư dân của vương quốc Mặt Trăng cổ xưa có tên gọi là Vương quốc Thiên niên Kỷ Bạc. Vương quốc Bóng tối phát động chiến tranh dẫn đến sự hủy diệt của Vương quốc Mặt Trăng, khiến nữ hoàng Serenity phải gửi con gái mình là công chúa Serenity, những Thủy thủ Bảo hộ, những người hướng dẫn là Luna và Artemis, và tình yêu đích thực của Công chúa là Hoàng tử Endymion đến tương lai để được đầu thai thông qua sức mạnh của Pha lê Bạc. Cả nhóm sau đó phát hiện ra Usagi là hiện thân của Công chúa Serenity và Mamoru chính là Hoàng tử Endymion, Minako (Thủy thủ Sao Kim) lúc này thừa nhận ban đầu cô đã nói dối mình chính là công chúa Serenity để bảo vệ công chúa thật là Usagi còn thân phận thực sự của Minako là thủ lĩnh của các Chiến binh Thủy thủ Thái Dương Hệ (Inner Senshi). Nhóm chiến binh Thủy thủ sau đó giết chết nhóm Shinteno, những người từng là hộ vệ của hoàng tử Endymion và phản bội trong kiếp trước của mình. Trong trận đấu cuối cùng với Vương quốc Bóng tối, Thủy thủ Mặt Trăng (Usagi) tiêu diệt nữ hoàng Beryl, đồng thời cùng những Chiến binh Thủy thủ khác hy sinh mạng sống nhằm giết chết nữ hoàng Metaria. Bằng sức mạnh của Pha lê bạc, Usagi thành công trong việc tiêu diệt nữ hoàng Metaria và hồi sinh các bạn của mình.

### Arc 2: Mặt Trăng Đen (Black Moon)
Ở Arc thứ hai, Chibiusa - con gái trong tương lai của Usagi và Mamoru đến từ thế kỷ 30 để tìm Pha lê Bạc. Các Chiến binh Thủy thủ Sao Hỏa, Sao Thủy, Sao Mộc lần lượt bị tấn công và bị bắt đi bởi một nhóm gọi là Mặt Trăng Đen, riêng Thủy thủ Sao Kim thì được Thủy thủ Mặt Trăng cứu kịp thời nên đã không bị bắt. Chibiusa sau đó đã nói ra thân phận của mình và đưa Thủy thủ Mặt Trăng, Thủy thủ Sao Kim và Tuxedo Mặt nạ tới Vương quốc Thiên niên Kỷ Bạc ở tương lai để cứu giúp khỏi sự tấn công của nhóm Mặt Trăng Đen, nơi mà cha mẹ cô bé là Nữ hoàng Neo Serenity và vua Endymion trị vì. Trong cuộc hành trình họ gặp Thủy thủ Sao Diêm Vương, người canh gác cánh cổng không - thời gian, cô là người đã làm ngưng lại sự liên tục của không gian - thời gian để ngăn chặn hoàng tử Demand của nhóm Mặt Trăng Đen phá hủy Vương quốc, do đó dẫn đến cái chết của bản thân. Chibiusa sau đó thức tỉnh sức mạnh Bảo hộ - Thủy thủ Mặt trăng Chibi và giúp Usagi giết chết thực thể thực sự của Wiseman (là cố vấn của nhóm Mặt Trăng Đen) - Death Phantom.

### Arc 3: Ngôi sao Tử Thần (Death Busters - Mugen/Infinity Arc)
Arc thứ ba xoay quanh một nhóm sinh vật gọi là Ngôi sao Tử thần, được tạo ra bởi giáo sư Soichi Tomoe, người đã tìm cách chuyển dịch thực thể của Pharaoh 90 tới Trái Đất để nhập lại thành một. Hotaru là con gái của Tomoe bị chiếm giữ linh hồn bởi Mistress 9, kẻ mở cánh cổng xuyên không - thời gian để Pharaoh 90 du hành. Tay đua Haruka Tenoh và nghệ sĩ vĩ cầm Michiru Kaioh xuất hiện với vai trò Thủy thủ Sao Thiên Vương và Thủy thủ Sao Hải Vương - những người canh gác Hệ Mặt trời khỏi những mối nguy hại từ bên ngoài. Học sinh vật lý Setsuna Meioh - hiện thân tái sinh của Thủy thủ Sao Diêm Vương, họ lập thành một nhóm  - được gọi là Outer Senshi (nhóm Chiến binh ngoài Thái Dương Hệ). Sau khi cùng Chibiusa và Tuxedo Mặt nạ kết hợp sức mạnh để phá vỡ phép thuật của Cyprine và Pitol đang tác dụng lên các Thủy thủ, khiến họ chiến đấu chống lại nhau, Usagi đã nhận được Chén thánh. Sau khi tỉnh lại, các Thủy thủ đã cùng nhau truyền sức mạnh vào Chén Thánh, nhờ đó Usagi có thể biến thân thành Siêu Thủy thủ Mặt Trăng, họ dự định sử dụng sức mạnh của Chén thánh và Pha lê bạc để tiêu diệt Pharaoh 90. Điều này khiến Hotaru thức tỉnh sức mạnh Thủy thủ Sao Thổ - người mà Haruka, Michiru và Setsuna xem như mối nguy hại, họ cho rằng cô là người mang đến cái chết và hủy diệt thế giới nên lập kế hoạch để giết chết cô. Chibiusa tới để cảnh báo Hotaru, nhưng vừa lúc đó Mistress 9 thức tỉnh, cướp Pha lê Chiến binh và linh hồn của Chibiusa. Tuy nhiên, cho dù Mistress 9 điều khiển cơ thể, linh hồn của Hotaru vẫn tồn tại và quan sát hết tất cả các sự việc. Cô bảo vệ linh hồn của Chibiusa và sức mạnh của viên Pha lê từ tay Mistress 9, cố gắng đuổi thực thể đó ra khỏi cơ thể của mình. Khi Mistress 9 cố gắng ăn tươi nuốt sống linh hồn của các Inner Senshi để có nhiều năng lượng, Hotaru đã giải thoát cho họ trở lại cơ thể chính mình, và trả lại Pha lê Chiến binh cho Chibiusa. Cô biến mất sau đó, nhưng nhanh chóng trở lại dưới hình dạng Thủy thủ Sao Thổ, cùng với Thủy thủ Sao Diêm Vương (Sailor Pluto) tiêu diệt Pharaoh 90, đánh đổi lại là cái chết của cô (bị hút cùng với Pharaoh 90 sang một khoảng không - thời gian khác). Sau sự qua đời của Thủy thủ Sao Thổ khi cô thoát khỏi nhóm Ngôi sao Tử Thần, Outer Senshi phát hiện ra Hotaru đã tái sinh trong hình dạng một bé sơ sinh khỏe mạnh, họ quyết định nhận nuôi cô bé và sau đó rời khỏi thành phố với lời hứa sẽ gặp lại nhóm Usagi vào một ngày không xa.

### Arc 4: Gánh xiếc Tử Nguyệt (Dead Moon Circus - Dream Arc)
Trong Arc thứ tư, Usagi và các bạn đã nhập học trường cấp III, chống lại Đoàn xiếc Tử Nguyệt do nữ hoàng Nehelenia đứng đầu, kẻ tự nhận là "người thống trị đích thực" của cả vương quốc Thiên niên kỷ Bạc và Trái Đất. Nehelenia xâm chiếm Elysion, thánh địa Vương quốc Hoàng kim của Trái Đất, bắt giữ linh mục Helios và ra lệnh cho thuộc hạ đánh cắp Pha lê Bạc. Vì là hoàng tử Endymion, Mamoru được cho biết anh chính là người sở hữu của Pha lê Vàng – viên đá thiêng liêng của Vương quốc Hoàng kim. Mamoru và những Chiến binh Thủy thủ kết hợp sức mạnh với Chén thánh, biến Usagi trở thành Thủy thủ Mặt trăng Vĩnh cửu và tiêu diệt nữ hoàng Nehelenia. Bốn tay sai của nữ hoàng Nehelenia, Tứ nữ quái Amazon, được tiết lộ chính là những Thủy thủ Bảo hộ với cái tên Bộ tứ Thủy thủ, những người đã được định sẵn sẽ trở thành người bảo hộ của Chibiusa sau này, họ đã bị đánh thức sớm hơn dự định và bị điều khiển bởi nữ hoàng Nehelenia. Bộ tứ Thủy thủ sau đó rời đi, còn Helios thì trở về Elyson với lời hứa họ sẽ gặp lại Chibiusa trong tương lai. Chibiusa cũng hy vọng khi gặp lại họ, cô sẽ là một chiến binh dũng mãnh, một công chúa xinh đẹp.

### Arc 5: Vũ trụ Ngân hà (Stars Arc)
Trong Arc cuối cùng, Usagi và nhóm bạn bị cuốn vào cuộc chiến với nhóm Bóng tối Ngân hà (Shadow Galactica), một nhóm những Thủy thủ bảo hộ sa ngã. Thủ lĩnh của họ - Thủy thủ Ngân Hà (Sailor Galaxia) lên kế hoạch đánh cắp Pha lê Thủy thủ từ những Thủy thủ đích thực để thống trị ngân hà và tiêu diệt một thực thể xấu xa có tên gọi là Chaos. Sau khi giết chết Mamoru và hầu hết các Chiến binh Thủy thủ, Thủy thủ Ngân Hà đánh cắp Pha lê Thủy thủ của họ. Usagi sau đó du hành đến Vạc Ngân Hà để đánh bại nhóm Galaxia và hồi sinh đồng đội. Đồng hành cùng Usagi là nhóm Thủy thủ Ánh Sao (Sailor Starlights) đến từ hành tinh Kinmoku, cùng Công chúa của họ là Kakyuu và Thủy thủ Chibichibi đến từ tương lai. Sau đó, Chibiusa và nhóm tứ Thủy thủ cũng tới để trợ giúp cho Usagi. Sau trận chiến và cái chết của Galaxia, Thủy thủ Chibichibi hiện nguyên hình là Thủy thủ Vũ Trụ (Sailor Cosmos) - là một hình thái tối cao trong tương lai của Usagi, Usagi sau đó tiêu diệt Chaos bằng Pha lê Bạc. Mamoru và những Chiến binh Thủy thủ được hồi sinh và quay trở về Trái Đất. Câu chuyện kết thúc bằng đám cưới của Usagi và Mamoru 6 năm sau đó.

## Những phụ kiện - vũ khí trong Sailor Moon
Trong Sailor Moon, mỗi Chiến binh thủy thủ đều có những món phụ kiện và vũ khí đặc biệt để chiến đấu với kẻ xấu. Và cũng có rất nhiều những phụ kiện góp phần không nhỏ trong cốt truyện cũng như trong các phiên bản phim. Đa số chúng đều đến từ Lâu đài Thiên niên Kỷ bạc, hầu hết được đưa vào dựa theo Thần thoại Hy Lạp. Có một số phụ kiện chỉ xuất hiện trong Manga chứ không xuất hiện trong Anime 90s và ngược lại. Và cũng có một số phụ kiện được thay đổi một chút so với bản gốc.

## Chuyển thể

### Anime

#### Sailor Moon (TV series)
Toei Animation đã sản xuất một series truyền hình anime dựa trên 52 chương manga, có tựa đề là Pretty Soldier Sailor Moon. Junichi Sato đạo diễn phần đầu tiên, Kunihiko Ikuhara đảm nhận phần thứ hai đến phần thứ tư, và Takuya Igarashi đạo diễn phần thứ năm cũng là phần cuối cùng. Bộ phim được công chiếu lần đầu tại Nhật Bản trên TV Asahi vào ngày 7 tháng 3 năm 1992, kéo dài 200 tập, được chia làm 5 phần: Sailor Moon, Sailor Moon R, Sailor Moon S, Sailor Moon SuperS và Sailor Moon Sailor Stars. Ngoài ra còn có 3 phim điện ảnh là Sailor Moon R Movie - Promise of the Rose, Sailor Moon S Movie - Hearts in Ice và Sailor Moon SuperS Movie - Black Dream Hole. Và còn có một số OVA chưa được chiếu trên TV như Ami's First Love. Bộ phim kết thúc vào ngày 8 tháng 2 năm 1997. Hầu hết các phiên bản quốc tế, bao gồm cả các phiên bản chuyển thể bằng tiếng Anh, đều ghi tựa đề là Sailor Moon.
Tại Việt Nam, bộ phim đã được chiếu ở Việt Nam trên kênh VTV3 từ năm 1996 - 1998 nhưng dừng lại ở phần Sailor Moon S.
Sau hơn 20 năm vắng bóng tại Việt Nam kể từ khi kênh VTV3 phát sóng vào năm 1996, vào năm 2015, bộ phim này đã chính thức trở lại Việt Nam một lần nữa. Sailor Moon đã được kênh giải trí hàng đầu dành cho thiếu nhi và gia đình là HTV3 mua bản quyền phát sóng chính thức từ tác giả của bộ phim là Takeuchi Naoko/Kodansha - Toei Animation. Với kĩ thuật lồng tiếng hiện đại của HTV3 và chất lượng hình ảnh rõ nét vào năm 2015, bộ phim đã nhận được sự ủng hộ nhiệt tình từ phía của rất nhiều khán giả. Bộ phim được phát sóng trên kênh HTV3 vào lúc 18h, từ thứ 2 - thứ 5 hàng tuần bắt đầu từ ngày 30/4/2015 và chiếu hết đến tập 46 ngày 20/7/2015 với tên gọi "Thủy Thủ Mặt Trăng".

#### Sailor Moon Crystal
Năm 2014, nhân kỉ niệm lần thứ 20 cho manga Sailor Moon. Hãng Toei Animation đã cho ra mắt bộ phim Sailor Moon Crystal với nội dung bám sát vào bộ manga của tác giả Naoko.
Vào ngày 6 tháng 7 năm 2012, Kodansha và Toei Animation thông báo rằng họ sẽ bắt đầu sản xuất anime chuyển thể mới của Sailor Moon, được gọi là Bishōjo Senshi Sailor Moon Crystal để phát hành đồng thời trên toàn thế giới vào năm 2013 như một phần của lễ kỷ niệm 20 năm của bộ truyện, và nó sẽ được chuyển thể từ manga chặt chẽ hơn so với chuyển thể anime đầu tiên. Phim được công chiếu vào ngày 5 tháng 7 năm 2014, và các tập mới sẽ phát sóng vào các ngày thứ Bảy đầu tiên và thứ Ba hàng tháng. Dàn diễn viên mới đã được công bố, cùng với Kotono Mitsuishi đảm nhận vai diễn Sailor Moon. Hai mùa đầu tiên được phát hành cùng nhau, bao gồm các arc tương ứng của manga (Vương quốc bóng tối và Mặt trăng đen). Phần thứ ba (có tiêu đề là Ngôi sao tử thần, dựa trên arc Infinity của manga) được công chiếu trên truyền hình Nhật Bản vào ngày 4 tháng 4 năm 2016.

#### Sailor Moon Eternal
Vào năm 2017, có thông tin tiết lộ rằng mùa thứ tư của anime Pretty Guardian Sailor Moon Crystal sẽ tiếp tục như một dự án phim hoạt hình chiếu rạp gồm hai phần chuyển thể từ Dream arc từ manga (tiêu đề là Dead Moon). Vào ngày 30 tháng 6 năm 2019, có thông báo rằng tựa đề của các phần phim sẽ là Pretty Guardian Sailor Moon Eternal: The Movie. Phần phim đầu tiên ban đầu được phát hành vào ngày 11 tháng 9 năm 2020, nhưng đã bị hoãn lại và phát hành vào ngày 8 tháng 1 năm 2021, và phần phim thứ hai được phát hành vào ngày 11 tháng 2 năm 2021. Chiaki Kon trở lại từ mùa thứ ba của phiên bản anime Crystal để đạo diễn hai phần phim.

### Phiên bản Live Action
Tokyo Broadcasting System và Chubu-Nippon Broadcasting (Nhật Bản) trình chiếu phiên bản phim truyền hình Sailor Moon từ ngày 4 tháng 10 năm 2003 đến ngày 25 tháng 9 năm 2004. Phim bao gồm 49 tập.
Ban đầu, bộ phim theo khá sát với nguyên tác truyện tranh nhưng về sau phim có những thay đổi quan trọng trong cốt truyện khi xuất hiện những tình tiết mới.
Ngoài ra, còn có 2 tập được phát hành Video trực tiếp sau khi phim kết thúc trên TV. Đó là Special Act, kể về 4 năm sau khi phim truyền hình kết thúc và Act Zero, kể về xuất thân của Thủy thủ Sao Kim và Tuxedo Mặt nạ.